# Microgale
Microgale es un género de mamíferos afroterios de la familia Tenrecidae. Son endémicos de Madagascar.

## Especies
Se reconocen las siguientes:
- Microgale brevicaudata G. Grandidier, 1899
- Microgale cowani Thomas, 1882
- Microgale dobsoni Thomas, 1884
- Microgale drouhardi G. Grandider, 1934
- Microgale dryas Jenkins, 1992
- Microgale fotsifotsy Jenkins, Raxworthy & Nusbaum, 1997
- Microgale gracilis (Major, 1896)
- Microgale grandidieri Olson, Rakotomalala, Hildebrandt, Lanier, Raxworthy & Goodman, 2009
- Microgale gymnorhyncha Jenkins, Goodman & Raxworthy, 1996
- Microgale jenkinsae Goodman & Soarimalala, 2004
- Microgale jobihely Goodman et al., 2006
- Microgale longicaudata Thomas, 1882
- Microgale majori Thomas, 1918
- Microgale monticola Goodman & Jenkins, 1998
- Microgale nasoloi Jenkins & Goodman, 1999
- Microgale parvula G. Grandidier, 1934
- Microgale principula Thomas, 1926
- Microgale pusilla Major, 1896
- Microgale soricoides Jenkins, 1993
- Microgale taiva Major, 1896
- Microgale talazaci Major, 1896
- Microgale thomasi Major, 1896

## Especies extintas
- Microgale macpheei - subfósil de Madagascar.[2]